# 小池和夫
小池 和夫（こいけ かずお、1927年5月17日 - 2009年5月3日）は、日本の実業家。湖池屋の創業者。長野県諏訪市出身。

## 経歴・人物
高校卒業後に上京し、職業を転々とし、1958年には湖池屋を設立し、社長に就任。1995年にフレンテ会長に就任し、2006年には名誉会長に就任。1994年3月には会長に就任。
2009年5月3日肺炎のために死去。81歳没。